# John Wansbrough
John Edward Wansbrough, född 19 februari 1928 i Peoria, Illinois, död 10 juni 2002 i Montaigu-de-Quercy, Frankrike, var en amerikansk historiker verksam vid University of London's School of Oriental and African Studies (SOAS), efter studier vid Harvard University.

## Allmänt
John Wansbrough uppmärksammades på 1970-talet då hans forskning om tidiga islamska manuskript fick honom att dra slutsatsen att islam hade sitt ursprung i en judekristen sekt, vilken fick spridning bland de arabiska stammarna. Efter en tid omarbetades de judekristna texterna och dessa kom senare att utgöra grunden till Koranen. Wansbrough menade att en stor del av den traditionella historien om islam kan ses som efterhandskonstruktioner vilka fabricerades av senare generationer i syfte att motivera den nya lärans auktoritet. Även Muhammed skulle kunna ses som en fabricerad myt tillskapad i syfte att tillhandahålla en profet åt de arabiska stammarna.

## Publicerade verk
- Quranic Studies: Sources and Methods of Scriptural Interpretation (Oxford, 1977)
- The Sectarian Milieu: Content and Composition Of Islamic Salvation History (Oxford, 1978)
- Res Ipsa Loquitur: History and Mimesis (1987)
- Lingua Franca in the Mediterranean (Curzon Press 1996)
- Res Ipsa Loquitur: History and Mimesis (Reprint by World Scientific Publishing 2012)

## Påverkan på andra forskare
Nasr Abu Zayd kan sägas ha verkat på ett liknande sätt som John Wansbrough. Bland forskare som John Wansbrough har påverkat kan man framhålla följande:
- Michael Cook
- Patricia Crone
- Martin Hinds
- Gerald Hawting
- Christoph Luxenberg
- Gerd R. Puin
- Andrew Rippin

## Minnesskrift
- Carlos A. Segovia & Basil Lourié, eds. The Coming of the Comforter: When, Where, and to Whom? Studies on the Rise of Islam and Other Various Topics in Memory of John Wansbrough. Orientalia Judaica Christiana 3. Piscataway, NJ: Gorgias Press, 2012. ISBN 978-1-4632-0158-6.